# Roberto Cavalli

Cavalli logója

Roberto Cavalli [olasz kiejtés: [roˈbɛrto kaˈvalli] (Firenze, 1940. november 15. – Firenze, 2024. április 12.) olasz divattervező.

## Életpályája
Nagyapja, Giuseppe Rossi festőművész volt, a toszkán Macchiaioli festőiskola tagja, akinek munkái az Uffizi Galériában is megtalálhatóak. 
Cavalli a helyi művészeti intézetbe iratkozott be, ahol a textilnyomtatás érdekelte a legjobban. Még diákkorában készített egy sorozatot kötött anyagra dolgozott virágnyomatokból, amelyek felkeltették a nagy olasz harisnyagyárak figyelmét.
Az 1970-es évek elején feltalált és szabadalmaztatott egy bőrre nyomtatási eljárást, és különböző anyagokból patchworköket kezdett készíteni. Miután ezeket a technikákat bemutatta Párizsban, azonnal megbízásokat kapott olyan cégektől, mint a Hermès és a Pierre Cardin. 32 évesen mutatta be első, névadó kollekcióját a párizsi Prêt-à-Porter szalonban. A firenzei Palazzo Pitti Sala Bianca, majd később a Milano Collezioni kifutóira is elhozta a nyomtatott farmerből, intarziás bőrből, brokátból és különböző egyéb nyomatokból készült farmereit. 
Ezt követően 1972-ben Saint-Tropez-ban megnyitotta első butikját. 
1994-ben Milánóban Cavalli bemutatta az első homokfúvott farmert. Ugyanezen év decemberében butikokat nyitott Saint Barthban, a francia Karib-térségben, Velencében és továbbiakat Saint-Tropez-ban. A világszerte több mint ötven országban forgalmazott termékein kívül 2000-ben Roberto Cavalli tervezte az RC Mensweart, valamint a Just Cavallit.
A Just Cavallival indította el a magán jól megkülönböztethetően Cavalli jegyeket viselő, másodlagos (az elsődleges márkánál visszafogottabb árfekvésű, de a márkanevet magába foglaló) line termékcsalád sorozatát. Cavalli a Just Cavallit kezdetben csak a fiatalokra orientált termékcsaládnak szánta, de az később már férfi ruhákat, női ruhákat és kiegészítőket, szemüveget, órákat, ékszereket, parfümöket, fehérneműket és strandruhákat is magába foglaló line-ná vált. Később megalkotta még az Angels & Devils gyermekkollekciót, majd a Cavalli Class line-t fehérneműkollekciókkal, cipőkkel, szemüvegekkel, órákkal és parfümökkel. Cavalli harmadik nagy line-jaként a Roberto Cavalli Sportot dobta piacra.
2002-ben Cavalli megnyitotta első kávézóját Firenzében, amelyet a rá jellemző állatmintákkal dekorált. Ezt nemsokára követte a Just Cavalli kávézó megnyitása Milánóban, a Torre Brancán és egy újabb butiké a Via della Spigán.
2011 júliusában cégének kollekcióját a barcelonai The Brandery divatbemutató kifutóján mutatta be.
2014 májusában Cavalli megkereste a Perzsa-öbölben működő Investcorp befektetési céget, mint a divatmárkájában lévő részesedésre nyitott potenciális vevőt.

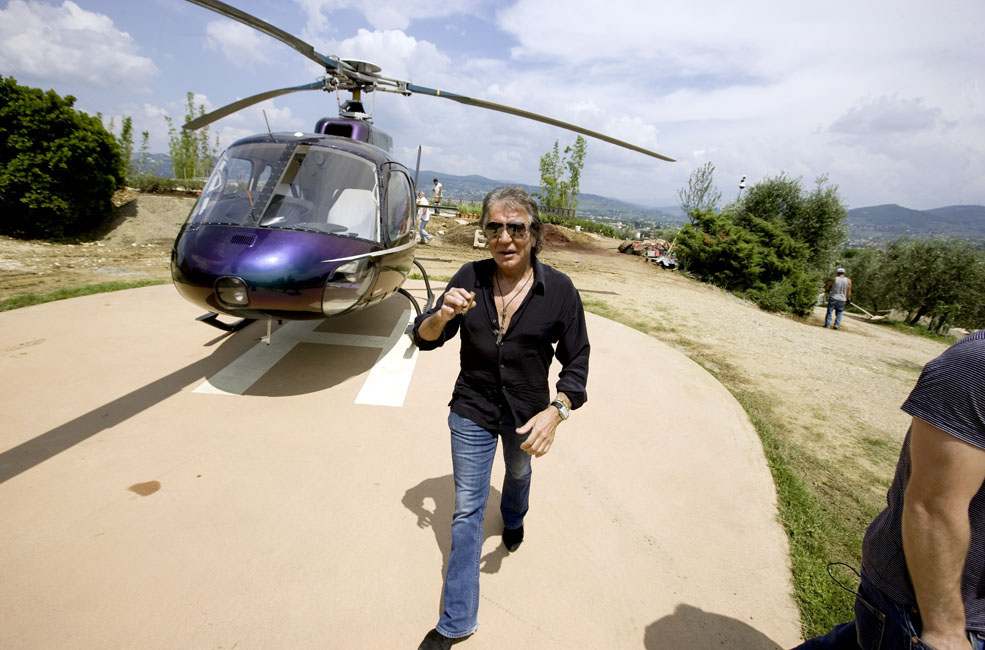
Roberto Cavalli 2008-ban

2019. március 29-én a Roberto Cavalli bezárta amerikai üzleteit, és felszámolta észak-amerikai tevékenységét. Sok vezető modell vált munkanélkülivé ekkor, köztük Jessica Stam, Eva Riccobono, Laetitia Casta, Natasha Poly, Mariacarla Boscono, Karen Elson, Karolina Kurkova és Ivan Olita.
2019-ben Hussain Sajwani, a DAMAC Properties tulajdonosa felvásárolta Roberto Cavalli olasz divatcégcsoportját.

## Magánélete és halála
Roberto Cavalli zsűritag volt az 1977-es Miss Universe szépségversenyen, ahol Eva Düringer is indult és Ausztria színeiben második helyezést ért el. (Az akkori győztes volt az első fekete Miss Universe, Miss Trinidad és Tobago: Janelle Commissiong). Cavalli 1980-ban feleségül vette Düringert, 
Cavallinak hat gyermeke van: Tommaso és Christiana az első házasságából, valamint Robert, Sara és Daniele a második házasságából. 

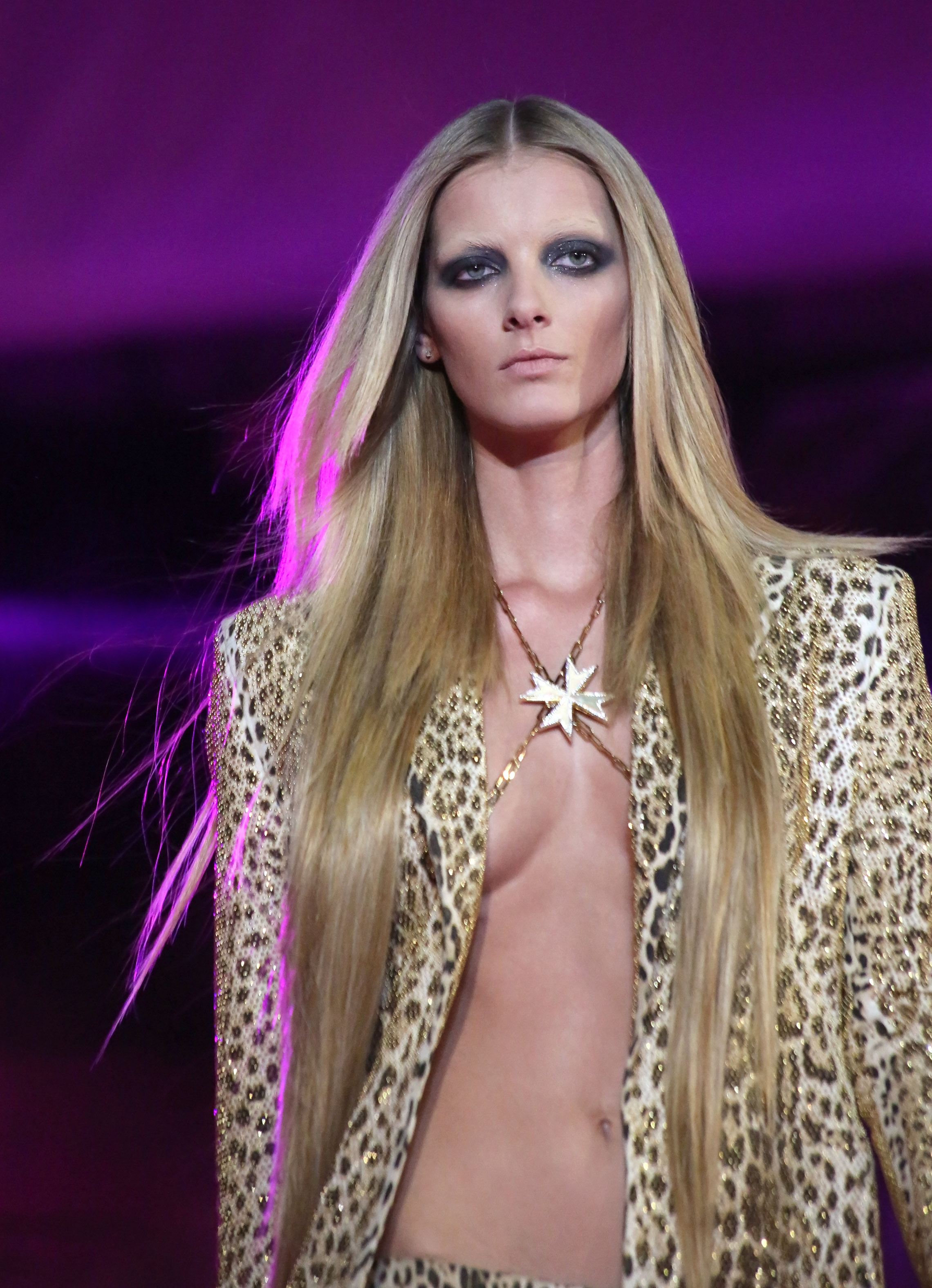
Anja Rubik Cavalli "Life Ball 2013" divatbemutatója megnyitóján

Cavalli 2010-ben elvált, 2014 óta a nála 45 évvel fiatalabb modell, Sandra Nilsson az élettársa. 2023. március 8-án jelentették be, hogy Cavallinak 82 évesen a Sandra Nilssonnal való kapcsolatából megszületett hatodik gyermeke, aki a Giorgio nevet kapta.
Cavalli 2024. április 12-én, 83 éves korában, hosszas betegeskedés után, firenzei otthonában halt meg. Temetésére két nappal később került sor a firenzei San Miniato al Monte bazilikában. A tervezőt a családi kápolnában temették el a Porte Sante temetőben.

## Vallási közösségek kritikái
Cavallit 2004-ben élesen bírálta a hindu közösség, amiért olyan női fehérneműket tervezett a Harrods számára, amelyeken hindu istennők képei szerepeltek. A kollekciót végül visszavonták, és hivatalosan bocsánatot kértek. Az iszlám szúfizmus Maktab Tarighat Oveyssi Shahmaghsoudi iskolája azzal vádolta meg a Cavallit, hogy a Just Cavalli termékcsalád logóját "szent jelképükről" másolta le. A szúfi iskola eljárást indított Európában az Office for Harmonization in the Internal Market-nél (OHIM). 2014. május 16-án az OHIM ítéletében elutasította az iskola által benyújtott, a Just Cavalli logó érvénytelenítésére irányuló keresetet. A bíróság szerint a két logó nem téveszthető össze, és nem mutatnak hasonlóságot egymással." A szúfi iskola diákjai az ítéletbe nem nyugodtak bele, és folytatták tiltakozásukat.